# چو کن یو
چو کن یو (به انگلیسی: Chow Kon Yeow) (چینی ساده‌شده: 曹观友; چینی سنتی: 曹觀友; پین‌یین: Cáo Guānyǒu; پهوزی: Chô Kuan-iú; زادهٔ ۱۴ نوامبر ۱۹۵۸) سیاستمدار مالزیایی است که از ماه مهٔ ۲۰۱۸ به عنوان پنجمین وزیر اعظم پنانگ در حال انجام خدمت است، عضو مجلس قانونگذاری ایالتی پنانگ (ام ال اِی) از ماه مارس ۲۰۰۸ برای پادانگ کوتا و نماینده مجلس (ام پی) از ماه مهٔ ۲۰۱۸، و از ماه نوامبر ۱۹۹۹ تا مهٔ ۲۰۱۳ برای تانجونگ بوده است. وی عضو، نائب رئیس کمیته ملی و رئیس ایالت پنانگ در  حزب حرکت دموکرات (دی اِی پی)، یکی از احزاب ائتلاف پاکاتان هاراپان (پی اچ) است.

## دوران زندگی سیاسی
او به عنوان عضو شورای اجرایی ایالت پنانگ از پاکاتان راکیات (پی آر) و پاکاتان هاراپان (پی اچ) دستگاه دولتی تحت ریاست وزیر اعظم سابق، لیم گوان انگ، از ماه مارس ۲۰۰۸ تا وقتی که در ماه مهٔ ۲۰۱۸ به مقام وزیر اعظم دست پیدا نماید، خدمت کرد.